# Пэкстон, Сара
Са́ра Пэ́кстон (англ. Sara Paxton; род. 25 апреля 1988, Вудленд-Хиллз, Лос-Анджелес, Калифорния, США) — американская актриса, модель и певица.

## Ранние годы
Сара — единственный ребёнок в семье, родилась в Вудленд-Хиллз, Лос-Анджелес, Калифорния. Свою семью она описала как «очень смешанную». Её отец, Стив, имеет ирландские, шотландские и английские корни, является дальним родственником актёра Билла Пэкстона, мать, Люсия, родилась в Монтеррее, Мексика, а выросла в Сьюдад-Акунье. Мать Сары — еврейка, а отец вскоре после женитьбы на ней, принял иудаизм. Оба родителя Сары — дантисты.
В детстве Пэкстон устраивала разные шоу и любила выступать на сцене, иногда наряжаясь в какого-либо персонажа. Она росла в долине Сан-Фернандо, выбрала посещение средней школы вместо домашнего обучения. Пэкстон окончила среднюю школу в мае 2006 года. Сара говорила, что посещение колледжа очень важно для неё, потому что человеку необходимо получать знания. В 2006 году Сара подала заявку в университет кинематографа Южной Калифорнии.

## Карьера

### Актёрская карьера
В интервью Пэкстон как-то призналась, что в детстве её пение и актёрское мастерство «шли рука об руку». Она в раннем возрасте начала работать актрисой, выступая в музыкальном театре и позже появляясь в рекламных роликах. Её первым опытом в кино была эпизодическая роль в комедии с Джимом Керри «Лжец, лжец». В конце 1990-х — начале 2000-х годов Сара снималась в эпизодах телесериалов «Страсти», «Лиззи Магуайер» и других. В 2003 году Пэкстон также сыграла в сериале «C.S.I.: Место преступления Майами».
Первой значительной работой Сары в кино стала роль Стейси в фильме «Ночная тусовка», который вышел в июле 2004 года, он получил негативные отзывы критиков и низкие кассовые сборы; в том же году она появилась в нескольких эпизодах сериала «Вечное лето», в роли Сары Борден. Затем Пэкстон начала сниматься в телесериале «Дикая жизнь Дарси», сыграв роль Дарси Филдс, девочку, которая работает сельским ветеринаром; съёмки проходили на ферме в Торонто ,сериал шёл с 2004 по 2006 годы. За эту роль Сара была номинирована на премию «Эмми» в 2006 году.

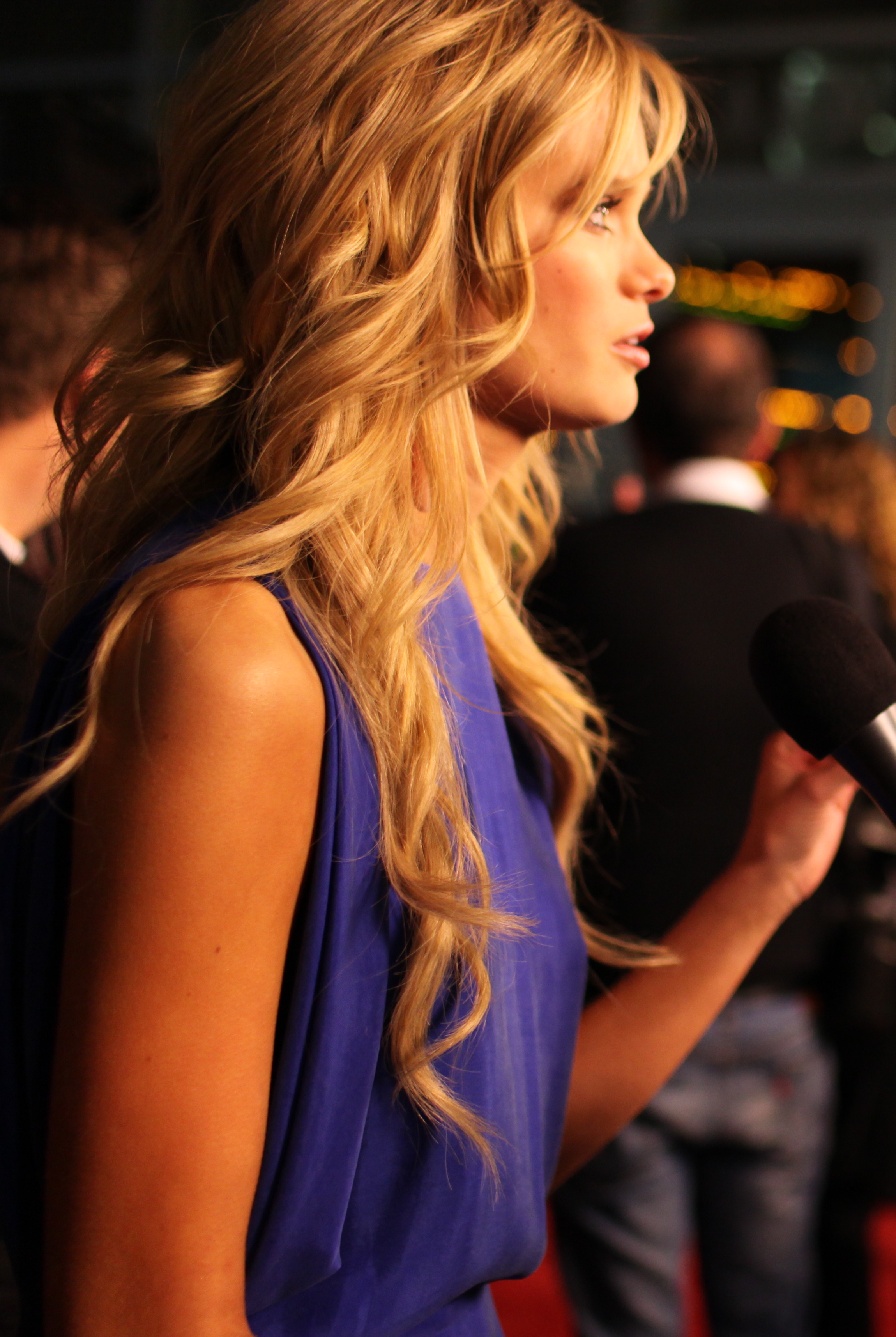
Сара на премьере фильма «Последний дом слева» в 2009 году

В 2005 году Пэкстон провела три месяца на съёмках, фильма «Аквамарин», в котором она играла русалку в компании с Эммой Робертс и Джоджо. Фильм вышел 3 марта 2006 года и собрал около $7,5 миллионов долларов в первый уик-энд. Критики высказались о Пэкстон, вдохновлённой игрой актрис Голди Хоун и Риз Уизерспун, как о «заражающей сумасшедшей энергией». Для саундтрека к фильму Пэкстон записала песню Connected.

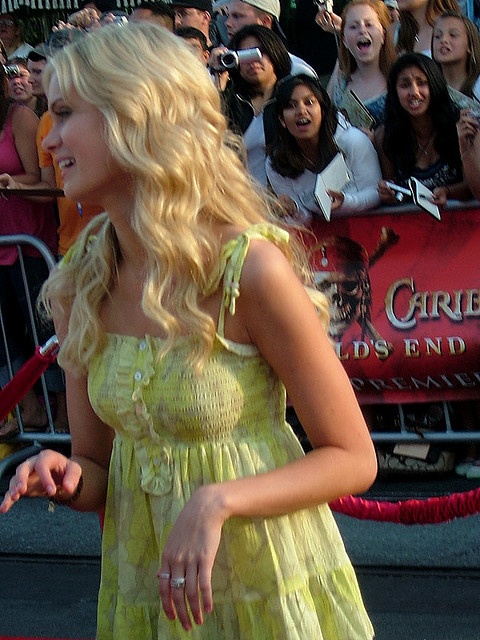
Сара Пэкстон на премьере фильма «Пираты Карибского моря: На краю света» 19 мая 2007 года

Сара также снималась в первом эпизоде программы Planet H2O, премьера которой состоялась в апреле 2006 года на телевидении. В мае того же года она появилась в телесериале «Пеппер Деннис», сыграв молодую актрису, тогда же появилась в фильме «Возвращение в Хэллоуинтаун», специально для этой роли она покрасила волосы в каштановый цвет. Фильм вышел 20 октября 2006 года. Летом и в начале осени 2006 года Пэкстон снималась в фильме «Вечеринка до упаду». В нём она сыграла роль Джесси, студентки колледжа. Пэкстон описала эту роль как «очень отличающуюся» от её предыдущих ролей, и заявила, что она искала именно такую роль, «которая станет для неё неким „вызовом“». Фильм вышел в марте 2007 года. Следующей работой Сары стала роль в фильме «Сидни Уайт», школьной комедии, в которой главные роли исполнили Аманда Байнс и Мэтт Лонг; съёмки начались 12 февраля 2007 года в Орландо, Флорида и вышел 21 сентября 2007 года. После этого Сара снялась в главной роли в фильме «Супергеройское кино» — пародии на фильмы о супергероях, съёмки которого начались в сентябре 2007 и закончились 28 марта 2008 года. Она также помогла актёру, играющему в этом фильме, Дрейку Беллу, записать саундтрек к фильму.
Позже Пэкстон снялась в ремейке «Последний дом слева», сыграв роль Мэри, 13 марта 2009 года фильм вышел на экраны. Пэкстон сыграла главную роль в сериале «Красивая жизнь» канала CW, в котором её партнёрами были Корбин Блю, Миша Бартон и Эль Макферсон. Премьера сериала состоялась 16 сентября 2009 года, но он был отменен после 5 эпизодов. Следующей ролью Сары стала роль в фильме «Тайны старого отеля» (2011).
В апреле 2016 года стало известно, что Пэкстон сыграет в эпизоде сериала Дэвида Линча «Твин Пикс».

### Музыкальная карьера
Сара подписала контракт с Epic Records ещё во время съёмок в фильме «Аквамарин». Её дебютный CD «The Ups and Downs» с главным хитом Here We Go Again стал успешным стартом её музыкальной карьеры; в марте 2007 года Пэкстон продолжала работать над своим диском. Сара описала свой музыкальный стиль, как поп-рок.

## Личная жизнь
В 2018 году Сара обручилась со своим давним бойфрендом, актёром Заком Крэггером.

## Фильмография
| Год       |     | Русское название                   | Оригинальное название                                  | Роль                             |
| --------- | --- | ---------------------------------- | ------------------------------------------------------ | -------------------------------- |
| 1996      | с   | —                                  | Small Talk                                             | участница № 1                    |
| 1997      | ф   | Лжец, лжец                         | Liar Liar                                              | ребёнок на празднике и в школе   |
| 1997      | с   | Новостное радио                    | NewsRadio                                              | Сара                             |
| 1997      | кор | —                                  | You’re Invited to Mary-Kate & Ashley’s Christmas Party | Пэтти                            |
| 1998      | ф   | Музыка из другой комнаты           | Music from Another Room                                | юная Карен                       |
| 1998      | ф   | Солдат                             | Soldier                                                | Энджи                            |
| 1998      | кор | —                                  | Tunnel Vision                                          | Шона                             |
| 1999      | с   | —                                  | Working                                                | Аманда Бейнс                     |
| 1999      | с   | Страсти                            | Passions                                               | юная Шеридан                     |
| 1999      | ф   | Вперёд в прошлое                   | Durango Kids                                           | Хиллари                          |
| 1999      | ки  | —                                  | Koudelka                                               | Шарлотта                         |
| 1999—2000 | с   | Мотор!                             | Action                                                 | Джорджия Драгон                  |
| 1999—2017 | мс  | Губка Боб Квадратные Штаны         | SpongeBob SquarePants                                  | рыбка                            |
| 2000      | в   | Игры прошлого                      | Perfect Game                                           | Сидни                            |
| 2000      | с   | Волшебный мир Дисней               | The Wonderful World of Disney                          | эпизодическая роль               |
| 2000      | с   | Вне веры: Правда или ложь          | Beyond Belief: Fact or Fiction                         | девочка                          |
| 2001      | с   | Лиззи Магуайер                     | Lizzie McGuire                                         | Холли                            |
| 2001      | тф  | Загнанный                          | Hounded                                                | Трейси Ричберг                   |
| 2001      | с   | —                                  | State of Grace                                         | Банни                            |
| 2001      | кор | —                                  | The Ruby Princess Runs Away                            | принцесса Сабрин                 |
| 2002      | с   | C.S.I.: Место преступления         | CSI: Crime Scene Investigation                         | Джоди Брэдли                     |
| 2002      | тф  | —                                  | Generation Gap                                         | н/д                              |
| 2002—2003 | с   | —                                  | Greetings from Tucson                                  | Сара Тобин                       |
| 2003      | кор | Заколдованный маяк                 | Haunted Lighthouse                                     | Эшли                             |
| 2003      | с   | C.S.I.: Место преступления Майами  | CSI: Miami                                             | Лана Уокер                       |
| 2004      | с   | Малкольм в центре внимания         | Malcolm in the Middle                                  | Анжела Позефски                  |
| 2004      | с   | Уилл и Грейс                       | Will & Grace                                           | Мелани                           |
| 2004      | ф   | Ночная тусовка                     | Sleepover                                              | Стейси                           |
| 2004      | с   | Вечное лето                        | Summerland                                             | Сара Борден                      |
| 2004      | тф  | Возвращение в Хэллоуинтаун         | Return to Halloweentown                                | Марни Пайпер / Агата Кромвелл    |
| 2004      | с   | Пятерняшки                         | Quintuplets                                            | Челси                            |
| 2004      | тф  | —                                  | Mr. Ed                                                 | Аманда Поуп                      |
| 2004—2006 | с   | Дикая жизнь Дарси                  | Darcy’s Wild Life                                      | Дарси Филдс                      |
| 2006      | ф   | Аквамарин                          | Aquamarine                                             | Аквамарин                        |
| 2006      | с   | Пеппер Деннис                      | Pepper Dennis                                          | Эйприл Мэй / Крисси Тайлер       |
| 2006      | с   | —                                  | Skater Boys                                            | Кайла Гордон                     |
| 2007      | тф  | Вечеринка до упаду                 | The Party Never Stops: Diary of a Binge Drinker        | Джесси Бреннер                   |
| 2007      | ф   | Сидни Уайт                         | Sydney White                                           | Рэйчел Уитчберн                  |
| 2008      | ф   | Супергеройское кино                | Superhero Movie                                        | Джилл Джонсон                    |
| 2008      | с   | Волшебники из Вэйверли Плэйс       | Wizards of Waverly Place                               | Милли                            |
| 2009      | ф   | Последний дом слева                | The Last House on the Left                             | Мэри Колинвуд                    |
| 2009      | с   | Братья Джонас                      | Jonas                                                  | Фиона Скай                       |
| 2009      | с   | Красивая жизнь                     | The Beautiful Life: TBL                                | Райна Марринелли / Райна Коллинз |
| 2011      | ф   | Тайны старого отеля                | The Innkeepers                                         | Клэр                             |
| 2011      | ф   | Челюсти 3D                         | Shark Night 3D                                         | Сара Хауски                      |
| 2011      | ф   | Вход в никуда                      | Enter Nowhere                                          | Джоди                            |
| 2012      | тф  | Голубоглазый мясник                | Blue-Eyed Butcher                                      | Сьюзан Райт                      |
| 2012      | ф   | Статика                            | Static                                                 | Рейчел                           |
| 2013      | с   | Парни с детьми                     | Guys With Kids                                         | Стейси                           |
| 2013      | ф   | Все люди лгут                      | Liars All                                              | Кэти                             |
| 2013      | ф   | Дешёвый трепет                     | Cheap Thrills                                          | Вайолет                          |
| 2013      | ф   | Любовь или секс                    | The Bounceback                                         | Кара                             |
| 2013      | тф  | Безумно влюблённый: Мюзикл         | Lovestruck: The Musical                                | Мирабелла Хаттон                 |
| 2014      | ф   | Парни из Абу-Грейб                 | The Boys of Abu Ghraib                                 | Пейтон                           |
| 2014      | с   | —                                  | Holloway Heights                                       | Изабель                          |
| 2014      | с   | Как избежать наказания за убийство | How To Get Away With Murder                            | Талия Льюис                      |
| 2014      | ф   | Всё относительно                   | All Relative                                           | Грейсон                          |
| 2014      | тф  | —                                  | Mi$Match                                               | Кейт                             |
| 2014—2015 | мс  | —                                  | Eddsworld                                              | ребёнок                          |
| 2015      | с   | Сталкер                            | Stalker                                                | Изабель Мартин                   |
| 2015      | с   | Реанимация                         | Code Black                                             | Софи                             |
| 2016      | ф   | —                                  | Happily Ever After                                     | Сара Энн                         |
| 2016      | ф   | Закат                              | Sundown                                                | Лина Хантер                      |
| 2016      | с   | Разбивающая сердца                 | Heartbeat                                              | н/д                              |
| 2016      | с   | Убийство первой степени            | Murder in the First                                    | Алиша Барнс                      |
| 2017      | с   | Это мы                             | This Is Us                                             | Кэтрин                           |
| 2017      | с   | Твин Пикс                          | Twin Peaks                                             | Кэнди Шейкер                     |
| 2017      | тф  | —                                  | Baker Daily: Trump Takedown                            | Сара                             |
| 2017      | с   | Крушение                           | Wrecked                                                | сестра Грейс                     |
| 2017      | кор | —                                  | Three Women                                            | Кэти                             |
| 2018      | с   | Перекрёсток свободы                | Liberty Crossing                                       | Джессика Ларсон                  |
| 2018      | ф   | Как не стать президентом           | The Front Runner                                       | Донна Райс                       |
| 2018      | кор | —                                  | First Date                                             | Кэти                             |
| 2018—2019 | с   | Хорошие девчонки                   | Good Girls                                             | Эмбер Дули                       |
| 2022      | ф   | Блондинка                          | Blonde                                                 | мисс Флинн                       |

## Дискография

### Синглы
| Год  | Песня                      |
| ---- | -------------------------- |
| 2005 | «Here We Go Again»         |
| 2006 | «Temporary»                |
| 2008 | «Kiss Me Like You Mean It» |

### Саундтреки
| Год  | Песня                                       | Саундтрек                    |
| ---- | ------------------------------------------- | ---------------------------- |
| 2005 | «Take a Walk»                               | Darcy’s Wild Life            |
| 2005 | «There For You»                             | Darcy’s Wild Life soundtrack |
| 2005 | «Don’t Wanna Be Alone» (с Джесси Маккартни) | Summerland soundtrack        |
| 2006 | «Connected»                                 | Aquamarine soundtrack        |
| 2006 | «Can You Feel the Love Tonight»             | Disneymania 4                |
| 2008 | «I Need a Hero»                             | Superhero! Movie             |